# Medagliati ai campionati del mondo under 18 di atletica leggera - Uomini
Questa lista riporta l'elenco di medagliati maschili ai Campionati del mondo under 18 di atletica leggera, raggruppati in tabelle secondo le diverse specialità. Viene inoltre precisata la prestazione dell'atleta nel turno di finale ed il relativo conseguimento di una miglior prestazione (se pertinente), oltre alla data in cui si è svolta la competizione.

## 100 metri piani
| Edizione        | Oro                    | Prestazione | Argento            | Prestazione | Bronzo            | Prestazione | Vento    | Data      |
| --------------- | ---------------------- | ----------- | ------------------ | ----------- | ----------------- | ----------- | -------- | --------- |
| Bydgoszcz 1999  | Mark Lewis-Francis     | 10"40       | Bryan Sears        | 10"42       | Omar Brown        | 10"43       | +1,4 m/s | 16 luglio |
| Debrecen 2001   | Darrel Brown           | 10"31       | Willie Hordge      | 10"41       | Jonathan Wade     | 10"53       | -0,2 m/s | 13 luglio |
| Sherbrooke 2003 | Yahya Saeed Al-Gahes   | 10"69       | Yahya Hassan Habib | 10"73       | Craig Pickering   | 10"85       | -3,1 m/s | 12 luglio |
| Marrakech 2005  | Harry Aikines-Aryeetey | 10"35       | Alexander Nelson   | 10"36       | Keston Bledman    | 10"55       | +0,8 m/s | 14 luglio |
| Ostrava 2007    | Dexter Lee             | 10"51       | Nickel Ashmeade    | 10"54       | Kenneth Gilstrap  | 10"65       | -0,4 m/s | 12 luglio |
| Bressanone 2009 | Prezel Hardy           | 10"57       | Aaron Brown        | 10"74       | Giovanni Galbieri | 10"79       | -1,2 m/s | 9 luglio  |
| Lille 2011      | O'Dail Todd            | 10"51       | Kazuma Oseto       | 10"52       | Mickaël-Méba Zeze | 10"57       | -0,3 m/s | 7 luglio  |

## 200 metri piani
| Edizione        | Oro                    | Prestazione | Argento         | Prestazione | Bronzo            | Prestazione | Vento    | Data      |
| --------------- | ---------------------- | ----------- | --------------- | ----------- | ----------------- | ----------- | -------- | --------- |
| Bydgoszcz 1999  | Timothy Benjamin       | 20"72       | Omar Brown      | 21"09       | Bryan Sears       | 21"16       | +0,9 m/s | 18 luglio |
| Debrecen 2001   | Jonathan Wade          | 20"95       | Michael Grant   | 21"30       | Dion Rodriguez    | 21"36       | -1,1 m/s | 15 luglio |
| Sherbrooke 2003 | Usain Bolt             | 20"40       | Michael Grant   | 21"04       | Jamahl Alert-Khan | 21"35       | -1,1 m/s | 13 luglio |
| Marrakech 2005  | Harry Aikines-Aryeetey | 20"91       | Jorge Valcarcel | 21"08       | Matteo Galvan     | 21"14       | +0,7 m/s | 17 luglio |
| Ostrava 2007    | Ramone McKenzie        | 20"67       | Ramil Guliyev   | 20"72       | Nickel Ashmeade   | 20"76       | -0,2 m/s | 15 luglio |
| Bressanone 2009 | Kirani James           | 21"05       | Alberto Gavaldá | 21"33       | Keenan Brock      | 21"39       | -0,9 m/s | 12 luglio |
| Lille 2011      | Stephen Newbold        | 20"89       | O'Dail Todd     | 21"00       | Ronald Darby      | 21"08       | +1,1 m/s | 10 luglio |

## 400 metri piani
| Edizione        | Oro                   | Prestazione | Argento                | Prestazione | Bronzo                | Prestazione | Data      |
| --------------- | --------------------- | ----------- | ---------------------- | ----------- | --------------------- | ----------- | --------- |
| Bydgoszcz 1999  | Mandla William Nkosi  | 46"94       | Glaudel Garzón Dutel   | 47"00       | Mark Arnold Van Soest | 47"19       | 18 luglio |
| Debrecen 2001   | Karol Grzegorczyk     | 46"90       | Piotr Kedzia           | 47"12       | Jermaine Gonzales     | 47"51       | 14 luglio |
| Sherbrooke 2003 | Nagmeldin Ali Abubakr | 46"10       | Cedric Goodman         | 46"42       | Željko Vincek         | 47"45       | 12 luglio |
| Marrakech 2005  | Adam Mohamed Al-Nour  | 46"56       | Julius Kirwa           | 46"70       | Bryshon Nellum        | 46"81       | 15 luglio |
| Ostrava 2007    | Chris Clarke          | 46"74       | Kirani James           | 46"96       | Vladimir Krasnov      | 47"03       | 13 luglio |
| Bressanone 2009 | Kirani James          | 45"24       | Joshua Mance           | 46"22       | Awadelkarim Makki     | 47"15       | 10 luglio |
| Lille 2011      | Arman Hall            | 46"01       | Alphas Leken Kishoyian | 46"58       | Patryk Dobek          | 46"67       | 8 luglio  |

## 800 metri piani
| Edizione        | Oro                    | Prestazione | Argento                | Prestazione | Bronzo                      | Prestazione | Data      |
| --------------- | ---------------------- | ----------- | ---------------------- | ----------- | --------------------------- | ----------- | --------- |
| Bydgoszcz 1999  | Wachira Nicholas       | 1'50"70     | Berhanu Alemu          | 1'50"79     | Mohammed Khalif Al-Azemi    | 1'51"24     | 18 luglio |
| Debrecen 2001   | Salem Amer Al-Badri    | 1'50"15     | Cosmas Rono            | 1'50"35     | Liao Fu-Pin                 | 1'51"35     | 14 luglio |
| Sherbrooke 2003 | Mohammed Al-Salhi      | 1'48"79     | Bernard Kiptanui       | 1'49"14     | Abraham Ngeno               | 1'49"17     | 12 luglio |
| Marrakech 2005  | Gilbert Kipkurui       | 1'48"42     | Jackson Kivuna         | 1'48"57     | Jan Masenamela              | 1'49"73     | 15 luglio |
| Ostrava 2007    | Geoffrey Kibet         | 1'49"99     | Ali Al-Deraan          | 1'50"10     | Amine El Manaoui            | 1'50"12     | 13 luglio |
| Bressanone 2009 | Johan Rogestedt        | 1'50"92     | Peter Langat Kiplangat | 1'50"97     | Nicholas Kiplangat Kipkoech | 1'51"01     | 11 luglio |
| Lille 2011      | Leonard Kirwa Kosencha | 1'44"08     | Mohammed Aman          | 1'44"68     | Timothy Kitum               | 1'44"98     | 9 luglio  |

## 1 500 metri piani
| Edizione        | Oro                     | Prestazione | Argento                 | Prestazione | Bronzo                | Prestazione | Data      |
| --------------- | ----------------------- | ----------- | ----------------------- | ----------- | --------------------- | ----------- | --------- |
| Bydgoszcz 1999  | Cornelius Chirchir      | 3'44"02     | Michael Too             | 3'44"70     | Othman Yousef         | 3'45"53     | 18 luglio |
| Debrecen 2001   | Isaac Songok            | 3'36"78     | Samuel Dadi             | 3'39"78     | Abdulrahman Sulaiman  | 3'42"03     | 15 luglio |
| Sherbrooke 2003 | Benson Esho             | 3'44"94     | Samson Kiplagat         | 3'45"13     | Isaac Mboyaza         | 3'48"05     | 13 luglio |
| Marrakech 2005  | Belal Mansoor Ali       | 3'36"98     | Bader Khalil Bader      | 3'43"70     | Abubaker Kaki         | 3'45"06     | 17 luglio |
| Ostrava 2007    | Fredrick Musyoki Ndunge | 3'44"27     | Josphat Mitunga Kithii  | 3'44"68     | Dawit Wolde           | 3'45"03     | 15 luglio |
| Bressanone 2009 | Gideon Kiage Mageka     | 3'37"36     | Caleb Mwangangi Ndiku   | 3'38"42     | Girma Bekele          | 3'39"88     | 12 luglio |
| Lille 2011      | Teshome Dirirsa         | 3'39"13     | Vincent Kiprotich Mutai | 3'39"17     | Jonathan Kiplimo Sawe | 3'39"54     | 10 luglio |

## 3 000 metri piani
| Edizione        | Oro                     | Prestazione | Argento                | Prestazione | Bronzo                | Prestazione | Data      |
| --------------- | ----------------------- | ----------- | ---------------------- | ----------- | --------------------- | ----------- | --------- |
| Bydgoszcz 1999  | Pius Muli               | 8'08"16     | Kenenisa Bekele        | 8'09"89     | Anouar Assila         | 8'13"54     | 16 luglio |
| Debrecen 2001   | Markos Geneti           | 7'55"82     | David Kilel            | 7'56"95     | James Kwalia          | 7'57"71     | 14 luglio |
| Sherbrooke 2003 | Augustine Kiprono Choge | 7'52"53     | Tariku Bekele          | 7'54"71     | Shimelis Girma        | 7'55"12     | 12 luglio |
| Marrakech 2005  | Abreham Cherkos         | 8'00"90     | Ibrahim Jeilan         | 8'04"21     | Saleh Marzooq Bakheet | 8'04"78     | 16 luglio |
| Ostrava 2007    | Daniel Lemashon Salel   | 7'57"18     | Lucas Kimeli Rotich    | 7'59"67     | Hicham El Amrani      | 8'00"98     | 14 luglio |
| Bressanone 2009 | Isiah Kiplangat Koech   | 7'51"51     | David Kiprotich Bett   | 7'52"13     | Goitom Kifle          | 8'05"83     | 12 luglio |
| Lille 2011      | William Malel Sitonik   | 7'40"10     | Patrick Mutunga Mwikya | 7'40"47     | Abrar Osman Adem      | 7'40"89     | 10 luglio |

## 2 000 metri siepi
| Edizione        | Oro                        | Prestazione | Argento                    | Prestazione | Bronzo                    | Prestazione | Data      |
| --------------- | -------------------------- | ----------- | -------------------------- | ----------- | ------------------------- | ----------- | --------- |
| Bydgoszcz 1999  | Cheruiyot Cherono          | 5'31"89     | Luleseged Wale             | 5'32"61     | Philip Simbolei           | 5'41"77     | 17 luglio |
| Debrecen 2001   | David Kirwa                | 5'33"40     | Brimin Kipruto             | 5'36"81     | Abrham Kebeto             | 5'37"76     | 15 luglio |
| Sherbrooke 2003 | Ronald Kipchumba Rutto     | 5'30"27     | Justus Kipchirchir Kiprono | 5'31"24     | Chris Winter              | 5'44"23     | 13 luglio |
| Marrakech 2005  | Abel Kiprop Mutai          | 5'24"69     | Bisluke Kipkorir Kiplagat  | 5'24"87     | Abdelghani Aït Bahmad     | 5'26"52     | 15 luglio |
| Ostrava 2007    | Caroline Chepkurui Tuigong | 5'22"30     | Christine Kambua Muyanga   | 5'22"49     | Karoline Bjerkeli Grøvdal | 5'25"30     | 14 luglio |
| Bressanone 2009 | Hillary Kipsang Yego       | 5'25"33     | Peter Kibet Lagat          | 5'26"59     | Desta Alemu               | 5'29"66     | 12 luglio |
| Lille 2011      | Conseslus Kipruto          | 5'28"65     | Gilbert Kiplangat Kirui    | 5'30"49     | Zacharia Kiprotich        | 5'37"98     | 10 luglio |

## 110 metri ostacoli
| Edizione        | Oro                     | Prestazione | Argento                   | Prestazione | Bronzo           | Prestazione | Vento    | Data      |
| --------------- | ----------------------- | ----------- | ------------------------- | ----------- | ---------------- | ----------- | -------- | --------- |
| Bydgoszcz 1999  | Doucoure Ladji          | 13"26       | Nassim Meziane Ibrahimi   | 13"36       | Paul Whitty      | 13"59       | +0,8 m/s | 16 luglio |
| Debrecen 2001   | Nassim Meziane Ibrahimi | 13"27       | Marthinus Van Der Vyver   | 13"35       | Eddy Delepine    | 13"39       | +0,2 m/s | 14 luglio |
| Sherbrooke 2003 | Jason Richardson        | 13"29       | Mubarak Al-Mabadi         | 13"41       | Alexander John   | 13"50       | +1,9 m/s | 11 luglio |
| Marrakech 2005  | Cordera Jenkins         | 13"35       | Bisluke Kipkorir Kiplagat | 13"44       | Gianni Frankis   | 13"48       | +1,1 m/s | 14 luglio |
| Ostrava 2007    | Wayne Davis             | 13"18       | William Wynne             | 13"44       | Denis Semenov    | 13"82       | +0,2 m/s | 12 luglio |
| Bressanone 2009 | Dale Morgan             | 13"28       | Jack Meredith             | 13"33       | Gregory MacNeill | 13"51       | +0,6 m/s | 10 luglio |
| Lille 2011      | Andries van der Merwe   | 13"41       | Joshua Hawkins            | 13"44       | Wilhem Belocian  | 13"51       | +0,1 m/s | 8 luglio  |

## 400 metri ostacoli
| Edizione        | Oro                  | Prestazione | Argento                        | Prestazione | Bronzo                  | Prestazione | Data      |
| --------------- | -------------------- | ----------- | ------------------------------ | ----------- | ----------------------- | ----------- | --------- |
| Bydgoszcz 1999  | Marthinus Kritzinger | 49"86       | Sergio Hierrezuelo Castellanos | 49"95       | Mumo Kiilu              | 51"50       | 18 luglio |
| Debrecen 2001   | Mohamed Amin Al-Ozon | 50"25       | Walker Jonathan                | 51"32       | Narisako Kenji          | 52"09       | 14 luglio |
| Sherbrooke 2003 | Jason Richardson     | 49"91       | Wouter le Roux                 | 50"85       | Jamaal Charles (atleta) | 51"48       | 12 luglio |
| Marrakech 2005  | Mohammed Daak        | 50"90       | David Klech                    | 50"90       | Adel Jaber Asseri       | 51"68       | 17 luglio |
| Ostrava 2007    | William Wynne        | 49"01       | Reginald Wyatt                 | 50"33       | Amaurys Raul Valle      | 50"37       | 15 luglio |
| Bressanone 2009 | Norge Sotomayor      | 51"30       | Jeremiah Kipkorir Mutai        | 51"45       | José Bencosme de Leon   | 51"74       | 11 luglio |
| Lille 2011      | Egor Kuznetsov       | 50"97       | Ibrahim Mohammed Saleh         | 51"14       | Takahiro Matsumoto      | 51"26       | 9 luglio  |

## Salto in alto
| Edizione        | Oro             | Prestazione | Argento          | Prestazione | Bronzo            | Prestazione | Data      |
| --------------- | --------------- | ----------- | ---------------- | ----------- | ----------------- | ----------- | --------- |
| Bydgoszcz 1999  | Jacques Freitag | 2,16 m      | Cui Kai          | 2,13 m      | Andrei Chubsa     | 2,13 m      | 18 luglio |
| Debrecen 2001   | Aleksej Dmitrik | 2,23 m      | James Watson     | 2,21 m      | Aliaksandr Plisko | 2,19 m      | 14 luglio |
| Sherbrooke 2003 | Martin Günther  | 2,11 m      | Oleksandr Nartov | 2,11 m      | Hikaru Tsuchiya   | 2,11 m      | 13 luglio |
| Marrakech 2005  | Haiqiang Huang  | 2,27 m      | Oleksandr Nartov | 2,18 m      | Álex Soto         | 2,18 m      | 16 luglio |
| Ostrava 2007    | Chen Wang       | 2,22 m      | Sergey Mudrov    | 2,22 m      | Josh Hall         | 2,20 m      | 14 luglio |
| Bressanone 2009 | Dmitry Kroytor  | 2,20 m      | Janick Klausen   | 2,20 m      | Django Lovett     | 2,17 m      | 11 luglio |
| Lille 2011      | Gaël Levécque   | 2,13 m      | Usman Usmanov    | 2,13 m      | Justin Fondren    | 2,13 m      | 9 luglio  |

## Salto con l'asta
| Edizione        | Oro                 | Prestazione | Argento                | Prestazione | Bronzo            | Prestazione | Data      |
| --------------- | ------------------- | ----------- | ---------------------- | ----------- | ----------------- | ----------- | --------- |
| Bydgoszcz 1999  | Sébastien Homo      | 5,20 m      | Oleksandr Korchmyd     | 5,10 m      | Rico Tepper       | 5,00 m      | 17 luglio |
| Debrecen 2001   | Artem Kuptsov       | 5,15 m      | Vincent Favretto       | 5,15 m      | Go Kishita        | 5,00 m      | 15 luglio |
| Sherbrooke 2003 | Germán Chiaraviglio | 5,15 m      | Dmitry Starodubtsev    | 5,10 m      | Steven Lewis      | 5,05 m      | 12 luglio |
| Marrakech 2005  | Yansheng Yang       | 5,25 m      | Scott Roth             | 5,25 m      | Albert Vélez      | 5,20 m      | 17 luglio |
| Ostrava 2007    | Nico Weiler         | 5,26 m      | Manuel Concepción      | 4,85 m      | Shota Doi         | 4,85 m      | 15 luglio |
| Bressanone 2009 | Minsub Jin          | 5,15 m      | Carlo Paech            | 5,10 m      | Daniel Clemens    | 5,10 m      | 12 luglio |
| Lille 2011      | Robert Renner       | 5,25 m      | Melker Svärd Jacobsson | 5,15 m      | Jacob Blankenship | 5,05 m      | 10 luglio |

## Salto in lungo
| Edizione        | Oro               | Prestazione (Vento) | Argento                   | Prestazione (Vento) | Bronzo               | Prestazione (Vento) | Data      |
| --------------- | ----------------- | ------------------- | ------------------------- | ------------------- | -------------------- | ------------------- | --------- |
| Bydgoszcz 1999  | Shang Yapeng      | 7,80 m (0,2 m/s)    | Yoelmis Pacheco Herrera   | 7,62 m (0,4 m/s)    | Nicolaas Grimbeeck   | 7,59 m (1,0 m/s)    | 17 luglio |
| Debrecen 2001   | Thiago Dias       | 7,72 m (0,1 m/s)    | Ibrahim Abdulla Al-Waleed | 7,62 m (0,7 m/s)    | Andrew Howe Besozzi  | 7,61 m (0,5 m/s)    | 13 luglio |
| Sherbrooke 2003 | Naohiro Shinada   | 7,61 m (-2,0 m/s)   | Yves Renaux               | 7,44 m (-1,2 m/s)   | Ahmed N.H. Al-Sharfa | 7,15 m (-0,3 m/s)   | 11 luglio |
| Marrakech 2005  | Chris Noffke      | 7,97 m (2,2 m/s)    | Tiberiu Talnar            | 7,53 m (2,1 m/s)    | Cleiton Sabino       | 7,49 m (1,2 m/s)    | 15 luglio |
| Ostrava 2007    | Yasumichi Konishi | 7,52 m (2,2 m/s)    | Daisuke Yoshiyama         | 7,32 m (1,1 m/s)    | Christian Taylor     | 7,29 m (0,8 m/s)    | 13 luglio |
| Bressanone 2009 | Supanara S. N. A. | 7,65 m (0,9 m/s)    | Stefan Brits              | 7,57 m (0,6 m/s)    | Yannick Roggatz      | 7,53 m (0,8 m/s)    | 9 luglio  |
| Lille 2011      | Qing Lin          | 7,83 m (1,7 m/s)    | Johan Taléus              | 7,44 m (2,9 m/s)    | Stefano Braga        | 7,42 m (3,0 m/s)    | 7 luglio  |

## Salto triplo
| Edizione        | Oro                  | Prestazione (Vento) | Argento              | Prestazione (Vento) | Bronzo                | Prestazione (Vento) | Data      |
| --------------- | -------------------- | ------------------- | -------------------- | ------------------- | --------------------- | ------------------- | --------- |
| Bydgoszcz 1999  | Ibrahim Mahmedin     | 15,96 m (-0,4 m/s)  | Yoandri Betanzos     | 15,83 m (0,1 m/s)   | Viktor Yastrebov      | 15,74 m (-0,6 m/s)  | 18 luglio |
| Debrecen 2001   | Jonathan Moore       | 16,36 m (0,0 m/s)   | David Girat          | 16,33 m (-0,7 m/s)  | Osniel Tosca          | 15,67 m (-0,1 m/s)  | 15 luglio |
| Sherbrooke 2003 | Dennis Fernández     | 15,77 m (1,8 m/s)   | Mousa Alkam Qarqaran | 15,60 m (1,9 m/s)   | Mohamed Abbas Darwish | 15,55 m (0,1 m/s)   | 13 luglio |
| Marrakech 2005  | Héctor Dairo Fuentes | 16,63 m (1,4 m/s)   | Ilya Efremov         | 16,45 m (1,5 m/s)   | Zhivko Petkov         | 16,20 m (0,2 m/s)   | 16 luglio |
| Ostrava 2007    | Christian Taylor     | 15,98 m (0,6 m/s)   | Aleksej Fëdorov      | 15,59 m (0,2 m/s)   | Gennadiy Chudinov     | 15,54 m (0,2 m/s)   | 14 luglio |
| Bressanone 2009 | Ben Williams         | 15,91 m (1,1 m/s)   | Supanara Sukhasvasti | 15,70 m (1,4 m/s)   | Aleksandr Yurchenko   | 15,66 m (1,3 m/s)   | 11 luglio |
| Lille 2011      | Latario Collie-Minns | 16,06 m (1,7 m/s)   | Albert Janki         | 15,95 m (2,6 m/s)   | Lathone Collie-Minns  | 15,51 m (1,3 m/s)   | 9 luglio  |

## Getto del peso
| Edizione        | Oro                | Prestazione | Argento              | Prestazione | Bronzo            | Prestazione | Data      |
| --------------- | ------------------ | ----------- | -------------------- | ----------- | ----------------- | ----------- | --------- |
| Bydgoszcz 1999  | Robert Häggblom    | 19,76 m     | Dmitri Gorchkov      | 19,69 m     | Khalid Al-Suwaidi | 19,44 m     | 17 luglio |
| Debrecen 2001   | Georgi Ivanov      | 19,73 m     | Yasser Ibrahim Farag | 19,58 m     | Min-Won Lee       | 19,57 m     | 13 luglio |
| Sherbrooke 2003 | Feng Liu           | 21,45 m     | Kyle Helf            | 20,79 m     | Ameen Al-Aradi    | 19,69 m     | 10 luglio |
| Marrakech 2005  | Jan Petrus Hoffman | 20,99 m     | Vladislav Tulácek    | 19,87 m     | Rosen Karamfilov  | 19,86 m     | 13 luglio |
| Ostrava 2007    | David Storl        | 21,40 m     | Marin Premeru        | 20,42 m     | Dmytro Savytskyy  | 20,15 m     | 11 luglio |
| Bressanone 2009 | Ryan Crouser       | 21,56 m     | Krzysztof Brzozowski | 20,89 m     | Frans Schutte     | 20,37 m     | 11 luglio |
| Lille 2011      | Jacko Gill         | 24,35 m     | Tyler Schultz        | 20,35 m     | Braheme Days      | 20,14 m     | 7 luglio  |

## Lancio del disco
| Edizione        | Oro                      | Prestazione | Argento        | Prestazione | Bronzo                | Prestazione | Data      |
| --------------- | ------------------------ | ----------- | -------------- | ----------- | --------------------- | ----------- | --------- |
| Bydgoszcz 1999  | Ming-Huang Chang         | 64,14 m     | Zhang Huabing  | 58,36 m     | Raine Munukka         | 56,52 m     | 18 luglio |
| Debrecen 2001   | Khalid Habash Al-Suwaidi | 62,67 m     | Robert Harting | 62,04 m     | Omar Ahmed El Ghazaly | 61,06 m     | 14 luglio |
| Sherbrooke 2003 | Ronnie Buckley           | 64,34 m     | Jian Wu        | 63,18 m     | Yao-Hui Wang          | 60,00 m     | 13 luglio |
| Marrakech 2005  | Ali Shahrokhi            | 61,07 m     | Osmel Charlot  | 60,17 m     | António Vital e Silva | 59,30 m     | 16 luglio |
| Ostrava 2007    | Mykyta Nesterenko        | 68,54 m     | Marin Premeru  | 64,20 m     | Andrius Gudžius       | 61,59 m     | 14 luglio |
| Bressanone 2009 | Hamid Manssour           | 64,20 m     | Ryan Crouser   | 61,64 m     | Traves Smikle         | 61,22 m     | 8 luglio  |
| Lille 2011      | Fedrick Dacres           | 67,05 m     | Ethan Cochran  | 61,37 m     | Gerhard de Beer       | 60,63 m     | 6 luglio  |

## Lancio del martello
| Edizione        | Oro              | Prestazione | Argento            | Prestazione | Bronzo           | Prestazione | Data      |
| --------------- | ---------------- | ----------- | ------------------ | ----------- | ---------------- | ----------- | --------- |
| Bydgoszcz 1999  | Krisztián Pars   | 74,76 m     | Oleksandr Lutsenko | 73,68 m     | Alexei Elisseev  | 73,68 m     | 18 luglio |
| Debrecen 2001   | József Horváth   | 80,11 m     | Werner Smit        | 79,48 m     | Kirill Ikonnikov | 77,75 m     | 15 luglio |
| Sherbrooke 2003 | Mikhail Levin    | 76,41 m     | Kristóf Németh     | 75,59 m     | Sándor Pálhegyi  | 75,47 m     | 11 luglio |
| Marrakech 2005  | Sándor Pálhegyi  | 81,89 m     | Artem Vynnyk       | 77,88 m     | Alexander Smith  | 73,77 m     | 15 luglio |
| Ostrava 2007    | Andriy Martynyuk | 76,09 m     | Dániel Szabó       | 75,30 m     | Richard Olbrich  | 75,18 m     | 13 luglio |
| Bressanone 2009 | Hongqiu Chen     | 74,93 m     | Suhrob Khodjaev    | 73,29 m     | Tomáš Kružliak   | 72,17 m     | 10 luglio |
| Lille 2011      | Bence Pásztor    | 82,60 m     | Özkan Baltaci      | 78,63 m     | Serhiy Reheda    | 74,06 m     | 8 luglio  |

## Lancio del giavellotto
| Edizione        | Oro                     | Prestazione | Argento                | Prestazione | Bronzo           | Prestazione | Data      |
| --------------- | ----------------------- | ----------- | ---------------------- | ----------- | ---------------- | ----------- | --------- |
| Bydgoszcz 1999  | Joachim Kiteau          | 79,65 m     | Saku Kuusisto          | 78,73 m     | Alexandre Ivanov | 78,65 m     | 17 luglio |
| Debrecen 2001   | Teemu Wirkkala          | 76,18 m     | Hamad Khalifa          | 73,56 m     | Tero Järvenpää   | 68,85 m     | 15 luglio |
| Sherbrooke 2003 | Júlio César de Oliveira | 81,16 m     | John Robert Oosthuizen | 81,07 m     | Raldu Potgieter  | 75,56 m     | 11 luglio |
| Marrakech 2005  | Noël Meyer              | 80,52 m     | Roman Avramenko        | 79,22 m     | Víctor Fatecha   | 77,21 m     | 13 luglio |
| Ostrava 2007    | Tuomas Laaksonen        | 79,71 m     | Hamish Peacock         | 76,31 m     | Edgars Rütinš    | 74,65 m     | 12 luglio |
| Bressanone 2009 | Shih-Feng Huang         | 74,00 m     | Killian Durechou       | 73,54 m     | Braian Toledo    | 73,44 m     | 12 luglio |
| Lille 2011      | Reinhard van Zyl        | 82,96 m     | Morné Moolman          | 80,99 m     | Guisheng Zhang   | 77,62 m     | 10 luglio |

## Octathlon
La tabella riporta solamente il punteggio complessivo degli atleti; per i risultati parziali nelle singole gare si faccia riferimento al collegamento alle rispettive edizioni dei Campionati.
| Edizione        | Oro | Prestazione | Argento | Prestazione | Bronzo | Prestazione | Data |
| --------------- | --- | --- | --- | --- | --- | --- | --- |
| Bydgoszcz 1999  | Le specialità di prove multiple (octathlon per gli allievi ed eptathlon per le allieve) non vennero incluse nel programma della prima edizione dei Campionati mondiali. | Le specialità di prove multiple (octathlon per gli allievi ed eptathlon per le allieve) non vennero incluse nel programma della prima edizione dei Campionati mondiali. | Le specialità di prove multiple (octathlon per gli allievi ed eptathlon per le allieve) non vennero incluse nel programma della prima edizione dei Campionati mondiali. | Le specialità di prove multiple (octathlon per gli allievi ed eptathlon per le allieve) non vennero incluse nel programma della prima edizione dei Campionati mondiali. | Le specialità di prove multiple (octathlon per gli allievi ed eptathlon per le allieve) non vennero incluse nel programma della prima edizione dei Campionati mondiali. | Le specialità di prove multiple (octathlon per gli allievi ed eptathlon per le allieve) non vennero incluse nel programma della prima edizione dei Campionati mondiali. | Le specialità di prove multiple (octathlon per gli allievi ed eptathlon per le allieve) non vennero incluse nel programma della prima edizione dei Campionati mondiali. |
| Debrecen 2001   | Rene Oruman | 6 219 punti | Essa Mufarrah | 6 024 punti | Jason Dudley | 5 997 punti | 12 − 13 luglio |
| Sherbrooke 2003 | Andrés Silva | 6 456 punti | Andrei Krauchanka | 6 366 punti | Lukáš Patera | 6 316 punti | 10 − 11 luglio |
| Marrakech 2005  | Yordani García | 6 482 punti | Matthias Prey | 6 282 punti | Cleiton Sabino | 6 218 punti | 13 − 14 luglio |
| Ostrava 2007    | Shane Brathwaite | 6 261 punti | Jaroslav Hedvicák | 6 212 punti | Adam Bevis | 6 212 punti | 11 − 12 luglio |
| Bressanone 2009 | Kévin Mayer | 6 478 punti | Mohamed Ahmed Al-Mannai | 6 232 punti | Steffen Klink | 6 217 punti | 8 − 9 luglio |
| Lille 2011      | Jake Stein | 6 491 punti | Fredrick Ekholm | 6 127 punti | Felipe dos Santos | 5 966 punti | 6 − 7 luglio |

## Marcia 10 000 metri
| Edizione        | Oro                  | Prestazione | Argento            | Prestazione | Bronzo             | Prestazione | Data      |
| --------------- | -------------------- | ----------- | ------------------ | ----------- | ------------------ | ----------- | --------- |
| Bydgoszcz 1999  | Evgueni Demkov       | 42'26"07    | Aleksandr Strokov  | 42'36"52    | Takayuki Tanii     | 42'40"86    | 18 luglio |
| Debrecen 2001   | Vladimir Kanajkin    | 42'55"75    | Mikalai Seredovich | 43'44"32    | Francisco Flores   | 43'53"13    | 14 luglio |
| Sherbrooke 2003 | Aleksandr Prokhorov  | 42'16"16    | Makoto Sawada      | 42'17"62    | Vyacheslav Golovin | 42'37"15    | 13 luglio |
| Marrakech 2005  | Sergej Morozov       | 42'26"92    | Vladimir Akhmetov  | 42'32"81    | Yūsuke Suzuki      | 42'43"22    | 16 luglio |
| Ostrava 2007    | Stanislav Emel'janov | 41'49"91    | Pedro Daniel Gómez | 43'11"87    | Vito Di Bari       | 43'36"13    | 14 luglio |
| Bressanone 2009 | Hagen Pohle          | 41'35"99    | Dementiy Cheparev  | 41'53"76    | Ihor Lyashchenko   | 42'01"90    | 10 luglio |
| Lille 2011      | Pavel Parshin        | 40'51"31    | Kenny Martín Pérez | 40'59"25    | Erwin González     | 41'09"60    | 9 luglio  |

## Staffetta svedese
La tabella riporta i nomi delle Nazionali medagliate; per approfondire i nomi degli atleti che vi hanno partecipato, si faccia riferimento ai collegamenti alle edizioni dei Campionati.
| Edizione        | Oro         | Prestazione | Argento           | Prestazione | Bronzo         | Prestazione | Data      |
| --------------- | ----------- | ----------- | ----------------- | ----------- | -------------- | ----------- | --------- |
| Bydgoszcz 1999  | Stati Uniti | 1'51"29     | Sudafrica         | 1'52"49     | Giappone       | 1'54"10     | 18 luglio |
| Debrecen 2001   | Polonia     | 1'50"46     | Stati Uniti       | 1'50"90     | Sudafrica      | 1'51"35     | 15 luglio |
| Sherbrooke 2003 | Stati Uniti | 1'52"03     | Polonia           | 1'53"08     | Giappone       | 1'53"11     | 13 luglio |
| Marrakech 2005  | Stati Uniti | 1'51"19     | Trinidad e Tobago | 1'52"51     | Arabia Saudita | 1'52"89     | 17 luglio |
| Ostrava 2007    | Stati Uniti | 1'51"34     | Giappone          | 1'51"42     | Giamaica       | 1'52"18     | 15 luglio |
| Bressanone 2009 | Stati Uniti | 1'50"33     | Brasile           | 1'52"66     | Giappone       | 1'52"82     | 12 luglio |
| Lille 2011      | Stati Uniti | 1'49"47     | Giappone          | 1'50"69     | Francia        | 1'51"81     | 10 luglio |

## Staffetta 4×100 metri
La staffetta 4×100 metri venne inserita nel programma gare dei Campionati del mondo allievi solo nell'edizione di Bydgoszcz 1999, pertanto la prestazione della squadra giamaica non è contemplata nelle statistiche IAAF dei Record dei Campionati.
La tabella riporta i nomi delle Nazionali medagliate; per approfondire i nomi degli atleti che vi hanno partecipato si faccia riferimento al collegamento all'edizione del Campionato.
| Edizione       | Oro      | Prestazione | Argento  | Prestazione | Bronzo   | Prestazione | Data      |
| -------------- | -------- | ----------- | -------- | ----------- | -------- | ----------- | --------- |
| Bydgoszcz 1999 | Giamaica | 40"03       | Giappone | 40"14       | Germania | 41"13       | 17 luglio |